# Ellsworth (Maine)
Ellsworth è una città di 7.741 abitanti degli Stati Uniti d'America, situata nella Contea di Hancock, della quale è il capoluogo, nello stato del Maine.